# Kurt Hjortstam
Kurt Hjortstam (ur. 1 lipca 1933 w Alingsås, zm. 9 grudnia 2009) – szwedzki mykolog, specjalista od grzybów kortycjoidalnych.

## Życiorys i praca naukowa
Urodził się w 1933 roku w Alingsås, małym miasteczku położonym około 40 km na wschód od Göteborga w Szwecji. Tutaj też ukończył 7 klas szkoły podstawowej i było to jedyne formalne wykształcenie, jakie kiedykolwiek posiadał. Przyuczał się do zawodu tapicera meblowego, później pracował jako kierowca autobusu, robotnik portowy w Göteborgu i przez krótki czas w kilku innych zawodach. Zainteresował się roślinami naczyniowymi. Wraz z kilkoma przyjaciółmi dokonał dokładnej inwentaryzacji flory okolic Alingsås, nauczył się też rozpoznawać wszystkie rośliny naczyniowe zachodniej Szwecji. Zainspirowany terenowymi badaniami profesora Johna Erikssona zainteresował się grzybami. Przesłał Erikssonowi znaleziony okaz grzyba, który okazał się bardzo rzadki w Szwecji. Eriksson widząc, że jest pasjonatem grzybów, przesłał mu dobry mikroskop i literaturę na temat grzybów z rodziny powłocznikowatych. Była w języku angielskim, niemieckim i francuskim, więc Hjortstam najpierw biegle nauczył się ich czytania i rozumienia. Wspólnie z Erikssonem opublikował opracowanie o grzybach Hyphodontia, ponieważ jednak nomenklatura botaniczna jest w języku łacińskim, nauczył się również łaciny. Został asystentem na Uniwersytecie w Göteborgu, gdzie m.in. pomagał studentom w pisaniu prac magisterskich i brał udział w zajęciach terenowych. Badał grzyby podczas wyprawy naukowej do tropikalnej dżungli Brazylii i w Kew Gardens w Anglii. Brak formalnego wykształcenia nie pozwolił mu na objęcie stanowiska naukowego na uniwersytecie, ale w 1989 roku otrzymał tytuł doktora honoris causa Uniwersytetu w Göteborgu.
Kurt Hjortstam wraz z innymi mykologami opisał 181 nowych gatunków. Wniósł także ogromny wkład w klasyfikację grzybów kortycjoidalnych, opisując 54 nowych rodzajów i 129 nowych gatunków. W latach 1968–2009 wydał 137 publikacji naukowych, dwie wyszły po jego śmierci. Był m.in. współautorem 8-tomowego działa „Corticiaceae of North Europe”.
W nazwach naukowych utworzonych przez niego taksonów dodawane jest jego nazwisko Hjortstam. Na jego cześć nazwano rodzaje grzybów Kurtia i Hjortstamia, a także gatunki Hyphoderma hjortstamii, Tomentella hjortstamiana i Xylodon hjortstamii.